# فينسينزو إسبوسيتو
فينسينزو إسبوسيتو (بالإيطالية: Vincenzo Esposito)‏ (5 فبراير 1963 بتورينو في إيطاليا - ) هو مدرب كرة قدم ولاعب كرة قدم إيطالي في مركز الوسط. لعب مع أتالانتا ونادي تشيزينا ونادي تورينو ونادي لاتسيو ونادي براتو.